# Wilhelm von Diez
Wilhelm von Diez (ur. 17 stycznia 1839 w Bayreuth, zm. 25 lutego 1907 w Monachium) – niemiecki malarz, przedstawiciel historyzmu i malarstwa rodzajowego.

## Życiorys
Urodził się w Bayreuth w rodzinie pastora. Po ukończeniu tamtejszej szkoły handlowej, studiował na politechnice w Monachium (1853–1855). Następnie przez krótki czas był uczniem Carla Theodora von Piloty (1826–1886) na Akademii Sztuk Pięknych w Monachium. Początkowo zajmował się rysunkiem i ilustratorstwem oraz pracował dla tygodnika „Fliegende Blätter”. Stworzył wówczas m.in. ilustracje do dzieła  Friedricha Schillera (1759–1805) Historia wojny trzydziestoletniej . W 1870 roku został powołany na wykładowcę w monachijskiej Akademii Sztuk Pięknych, gdzie wśród jego licznych uczniów znaleźli się m.in. Ludwig von Herterich (1856–1932), Ludwig von Löfftz (1845–1910), Max Slevogt (1868–1932) i Wilhelm Trübner (1851–1917). W okresie tym artysta tworzył szkice wnętrz, zwierząt oraz pejzaże. Zmarł 25 lutego 1907 w Monachium. 

## Twórczość

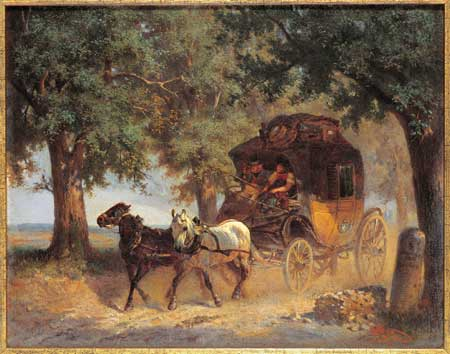
Postkutschenreise (1864)
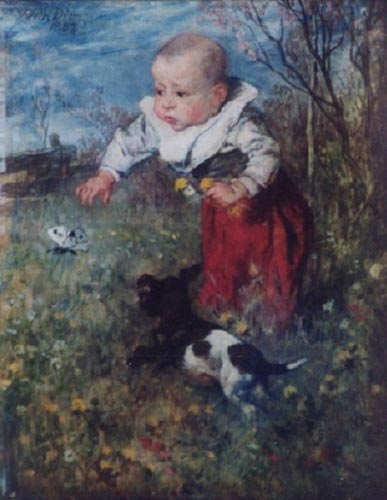
Kind mit Hund auf blühender Wiese (1882)
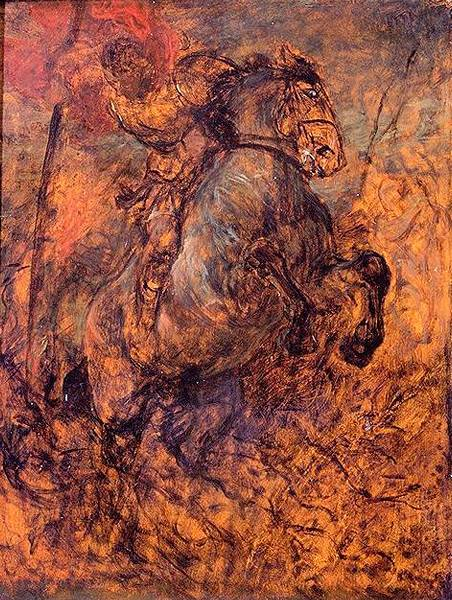
Sankt Georg, der Drachentöter (1897)
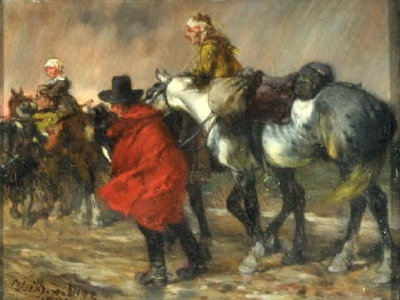
Reiterzug mit Soldaten, Frauen und Verletzten (1904)
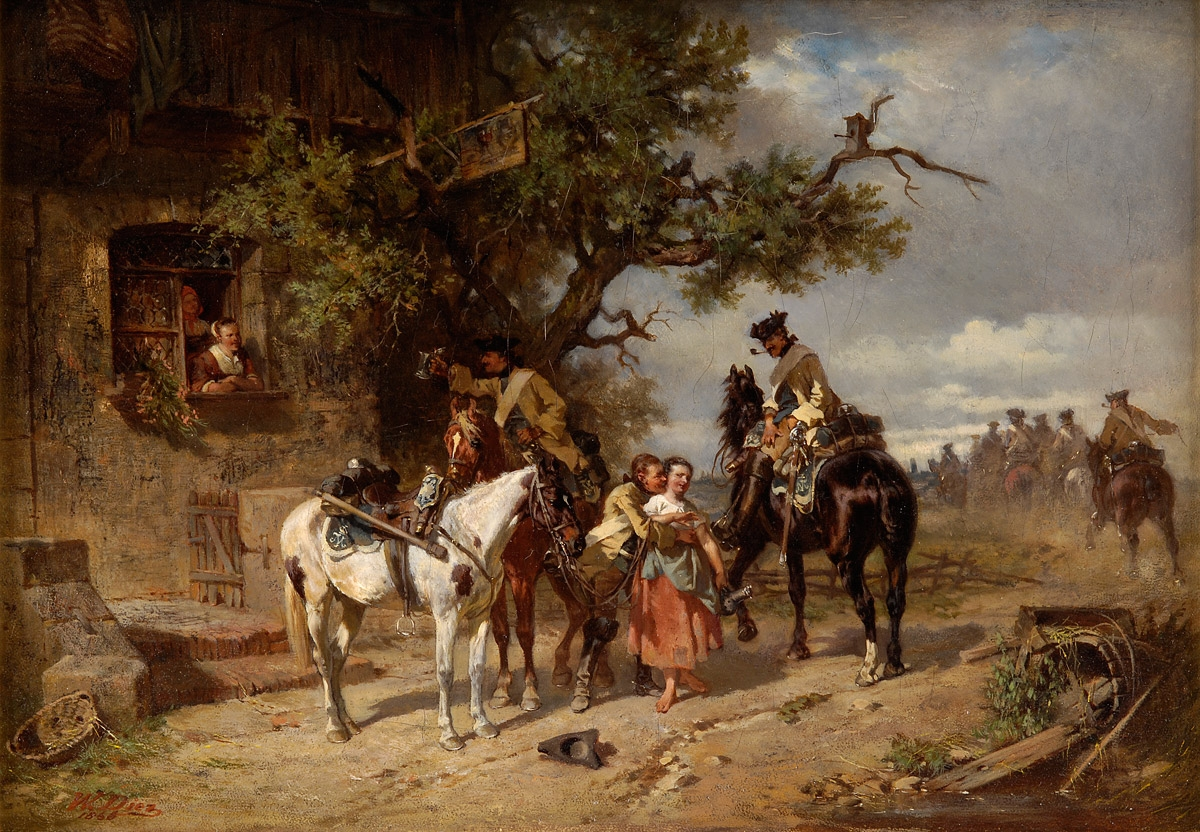
Die schöne Wirtin (przed 1907)
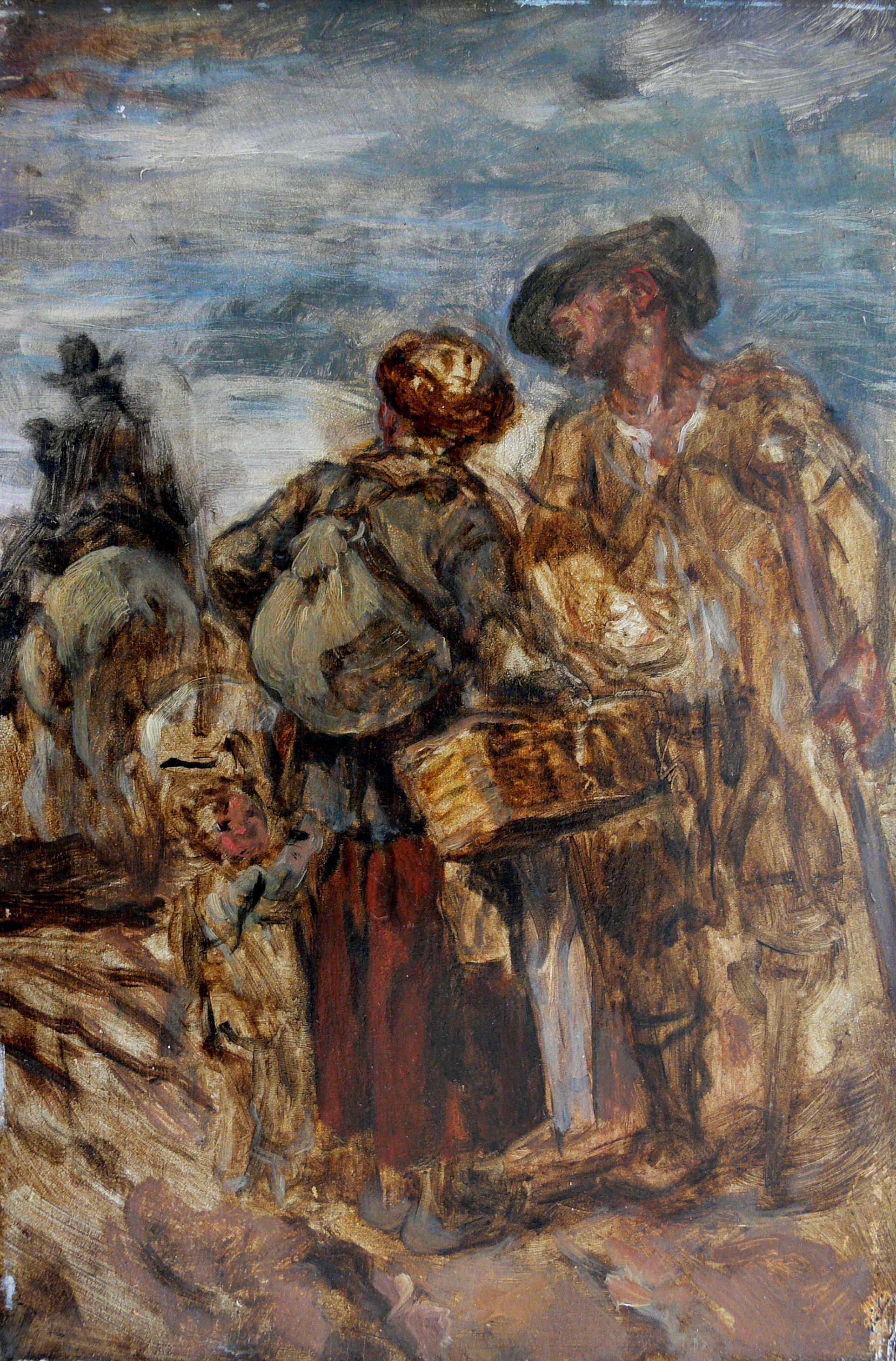
Bettler (przed 1907)
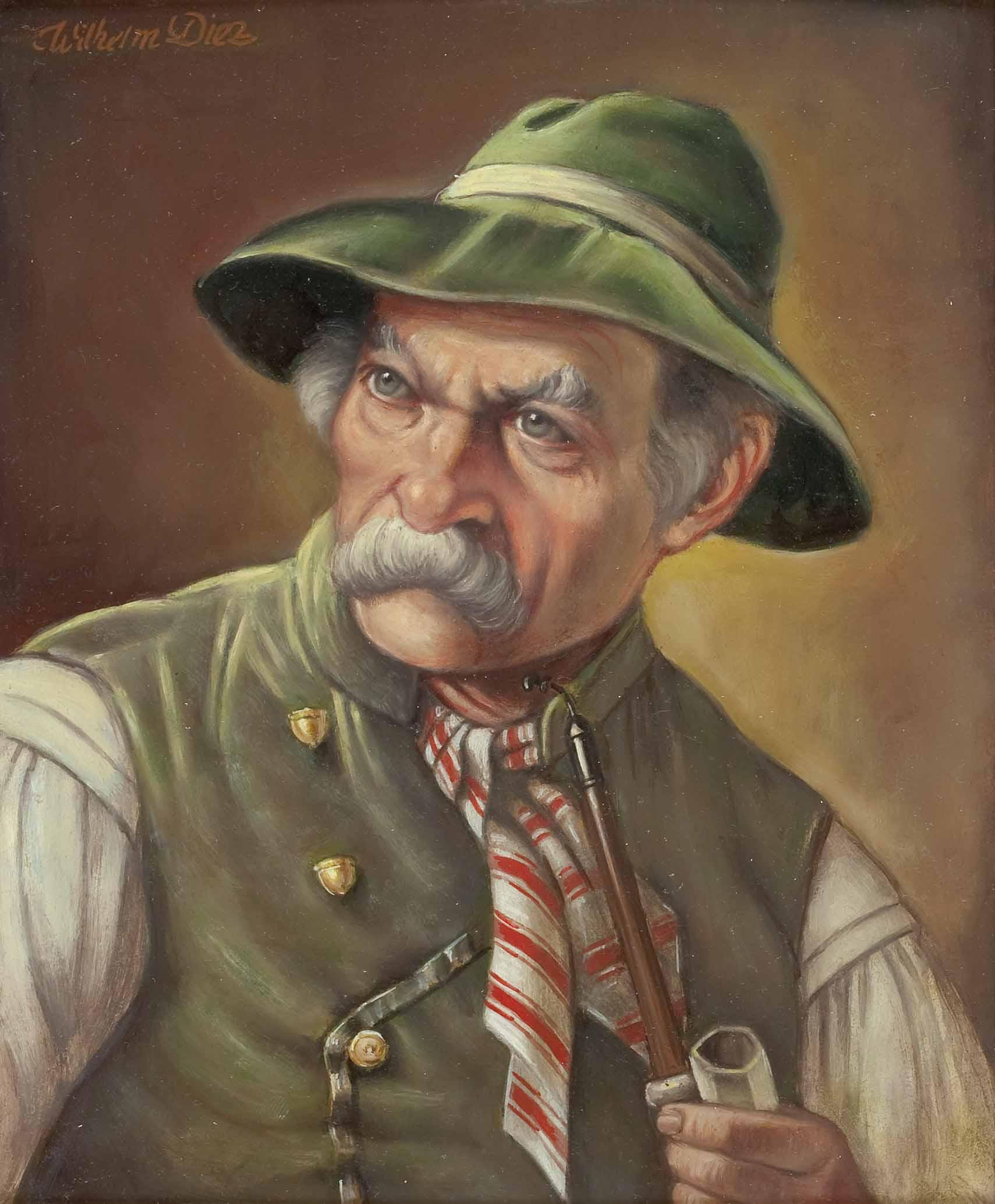
Bauer mit Pfeife (przed 1907)